# 臺中市立大安國民中學
臺中市立大安國民中學，簡稱大安國中，是一所位於臺灣臺中市大安區的市立國民中學，也是大安區唯一一所中等教育機構。大安國中成立於1968年，前身為「臺中縣立大安國民中學」，後因應2010年臺中縣市合併升格為直轄市臺中市，遂於2011年改為今校名。

## 校史
民國五十七年（1968年），中華民國政府開始實施九年義務教育，為達成一鄉鎮一國中而在臺灣各鄉鎮設置國民中學，當時的臺中縣大安鄉由於沒有國民中學，遂由時任臺中縣立大甲農業職業學校（今大甲高工）校長沙鎮安兼任籌備主任準備創校:193。同年8月1日，臺中縣立大安國民中學正式成立，並由臺灣省政府派黃湘房擔任首任校長。

## 歷任校長
| 屆次 | 姓名   | 就任日期      |
| 1    | 黃湘房 | 1968年8月1日  |
| 2    | 賈成俊 | 1972年8月3日  |
| 3    | 鄭杉根 | 1976年9月1日  |
| 4    | 劉健哲 | 1981年2月1日  |
| 5    | 鄭世銘 | 1985年3月27日 |
| 6    | 林茂泰 | 1991年9月1日  |
| 7    | 黃春松 | 1993年9月     |
| 8    | 張澤彥 | 1996年8月     |
| 9    | 張錫坤 | 2001年2月     |
| 10   | 羅能熙 | 2005年2月     |
| 11   | 邱健偉 | 2008年8月     |
| 12   | 國立民 | 2014年8月     |
| 13   | 蔡仁政 | 2022年8月     |

## 外部連結
- 臺中市立大安國民中學 （页面存档备份，存于） （繁體中文）